# Le due lettere a Lord Aberdeen sui processi politici del governo napoletano
Le due lettere al Conte di Aberdeen sui processi politici del governo napoletano (titolo originale in inglese: Two letters to the Earl of Aberdeen on the state prosecutions of the Neapolitan government) è un epistolario scritto da William Ewart Gladstone e pubblicato nel 1851.
Il libello rappresentò una denuncia al sistema penale e carcerario del Regno delle Due Sicilie che portò a un forte dibattito sul tema in tutta Europa.

## Genesi delle lettere
W. Gladstone, a Londra, aveva spesso lunghe conversazioni con l’esule politico Antonio Panizzi che, dal 1831, era direttore della biblioteca del British Museum. Il Panizzi parlava frequentemente con Gladstone delle terribili condizioni dei prigionieri politici rinchiusi nelle prigioni borboniche del Regno delle Due Sicilie. Nell'inverno del 1850, Panizzi persuase Gladstone a visitare Napoli non solo perché il clima più caldo di quella città avrebbe favorito la salute della sua giovane figlia, Mary, ma anche perché questo avrebbe dato la possibilità a Gladstone di vedere personalmente ciò che stava accadendo nel Regno di re Ferdinando II di Borbone. Verso la fine del mese di ottobre 1850, l’uomo politico inglese, che già in passato era stato in Italia, si recò a Napoli per motivi prettamente familiari, come egli stesso specificò nella lettera del 7 aprile 1851 a Lord Aberdeen, e trascorse nella città partenopea circa quattro mesi, dove conobbe Giacomo Filippo Lacaita da Manduria, patrocinatore in Corte Civile e consigliere presso la Legazione britannica a Napoli. Essi si incontrarono più volte a Napoli e durante le loro conversazioni, che riguardavano la letteratura, l’arte e la poesia, Gladstone non poté fare a meno di rivolgere al Lacaita domande sulla situazione politica del paese. Il Lacaita parlò al Gladstone di come avveniva il processo contro i prigionieri politici che si discuteva presso la Gran Corte Speciale della Vicaria. Il Gladstone mostrò vivo interesse per il processo e assistette assiduamente a quelle udienze, spesso accompagnato dal Lacaita. Ciò che lui vide e sentì in quei pubblici dibattimenti urtarono profondamente il suo senso di giustizia e di umanità. Egli ebbe modo di ascoltare anche la enfatica requisitoria del procuratore generale Angelillo nelle udienze del 4, 6 e 7 dicembre e, successivamente, ascoltò sia le arringhe degli avvocati difensori che le autodifese di Agresti, Nisco, Pironti, Settembrini e Poerio. Al termine del processo, Gladstone fu anche testimone delle atrocità da essi sofferte. Egli, infatti, ebbe modo di far visita clandestinamente a Carlo Poerio nella prigione di Nisida, nel mese di febbraio 1851: “Accompagnato da una coraggiosa giovinetta, Pasqualina Prota – che aveva in quell’isola un fratello condannato per le dimostrazioni del 5 settembre – riuscì a penetrare nel bagno penale Guglielmo Gladstone. Senza che i guardiani avessero il minimo sospetto della sua personalità, egli poté parlare con Carlo Poerio e con i suoi compagni.”
Profondamente sconvolto da ciò che aveva visto, quando tornò a Londra nel mese di aprile 1851, Gladstone si recò dal Primo Ministro Lord Aberdeen con la speranza che questi potesse in qualche modo intervenire diplomaticamente affinché il governo napoletano mitigasse le pene dei prigionieri politici napoletani.  Lo stesso Lord Aberdeen, in una lettera del 19 settembre 1851 indirizzata al Principe di Castelcicala e al governo napoletano scriveva: “Allorché il Sig. Gladstone nella passata primavera fece ritorno da Napoli mi espresse in forti termini quanto altamente era egli rimasto colpito da tutto ciò che aveva veduto ed inteso, intorno al modo come son trattati colà i compromessi politici, il che inducevalo a credere che i principî di giustizia e di umanità erano stati ugualmente oltraggiati. Egli propose di sottoporre l’affare al Parlamento, o di farne un appello al pubblico col mezzo della stampa. Mi mostrai vivamente avverso ad un tal procedimento; dopodiché mi parve che lungi dall’esser utile alle persone che voleansi tutelare, avrebbe probabilmente aggravato le loro sofferenze. Credetti pure che siffatta denunzia per parte di un conservatore uomo di Stato e amico degli Stabili Governi, avrebbe dato grande incoraggiamento ai progetti dei rivoltosi a danno della causa della Monarchia in Italia ed in tutta Europa. Il Sig.r Gladstone convenne meco di sospendere qualunque pubblica nozione del soggetto, purché mi fossi provato ad ottenere dal Governo napolitano una favorevole considerazione delle attuali condizioni degl’individui di cui è parola, a fine di migliorarne prontamente la sorte […] Non avendo alcuna cognizione delle circostanze, pregai il Sig.r Gladstone, nel di cui onore e lealtà io aveva piena fede, di compilare una sposizione di fatti, ma di quelli soltanto ch’egli poteva attestare, affinché avessi potuto valermene nel modo più valido per ottenere l’obbietto in veduta. Di qui potrete scorgere che le lettere, può dirsi essere state scritte a mia richiesta.”  Lord Aberdeen, quindi, metteva in chiaro che il pamphlet di Gladstone era frutto di ciò che egli aveva personalmente constatato in riferimento alle terribili pene sofferte dai prigionieri politici napoletani. Egli ribadiva che Gladstone, oltre a essere uno degli uomini più coscienziosi, era incapace di asserire cose della cui verità non era pienamente convinto. Lord Aberdeen inviò quindi una copia della prima lettera di Gladstone al Castelcicala, il quale, a sua volta inviò la lettera a Giustino Fortunato. In risposta a questa lettera Giustino Fortunato inviò a Lord Aberdeen un dispaccio con il quale tentava di smentire le affermazioni di Gladstone. Ma lo stesso Aberdeen affermava nella lettera del 19 settembre che "Quel dispaccio quantunque contraddicesse e rettificasse le affermazioni del Sig.r Gladstone su diversi importanti punti, specialmente su quello del numero de’ detenuti politici, non negava il modo di trattamento da quello descritto, né mostrava che data si fosse qualche disposizione per migliorarlo. Mi mostrai desideroso di fare per di lei mezzo un’altra rimostranza al Governo Napolitano; perciocché non poteva indurmi a credere che la stessa autorità che aveva umanamente risparmiato la vita di persone condannate a morte dalla Legge, volesse deliberatamente infliggere l’orribile punizione d’incatenare insieme, di giorno e di notte, pel rimanente di lor vita, due signori di coltivato spirito, ed avvezzi a raffinate abitudini".   Gladstone attese per qualche mese una risposta dal governo borbonico, ma non avendo avuto il risultato sperato, l'11 luglio 1851 decise di pubblicare la prima lettera, la quale fu seguita dalla pubblicazione di una seconda lettera, con approfondimenti e chiarimenti, che andò in stampa il 14 luglio.

## Contenuto delle missive
In tale corrispondenza, Gladstone opera  una vera e propria denuncia sui metodi usati nel napoletano, circostanziando i fatti di cui si era reso testimone. Per prima cosa, sottolinea l'iniquità nell'avere sottoposto a pena detentiva, per dei meri reati di opinione, circa 20.000 abitanti del Regno. In secondo luogo, l'autore muove una denuncia sull'intero iter processuale rilevando come i processi non rispettassero le minime tutele difensive. L'ultimo aspetto vagliato, erano le condizioni dei carcerati che, in certi casi, subivano anche torture.
I prigionieri, peraltro, erano incatenati a due a due. Ogni prigioniero aveva sui fianchi una cintura di cuoio, a cui erano attaccate le estremità superiori di due catene. La prima di esse, composta di quattro lunghi e pesanti anelli, terminava a guisa di doppio anello fissato intorno alla caviglia. La seconda catena era composta da otto anelli e congiungeva i due prigionieri, in modo che essi non potessero allontanarsi l’uno dall’altro per la distanza di sei piedi. Nessuna di queste catene veniva tolta né di giorno, né di notte.

## Pubblicazione
Le due lettere di Gladstone, che furono pubblicate in varie edizioni in tutta Europa, misero in risalto nell'opinione pubblica ciò che Gladstone aveva potuto constatare personalmente sulle inique modalità dei processi penali del governo borbonico e il crudele trattamento dei condannati politici. Come scriverà successivamente nelle sue memorie Sigismondo Castromediano, esse “sbugiardarono il Re ed il suo governo, strappando loro la maschera dell’ipocrisia, e collocandoli fra i più sleali e tirannici dei tempi moderni....Ed invano Giacinto de Sivo, nella sua Storia delle Due Sicilie dal 1847 al 1871, tenta di abbattere la forza e l'autorità di quelle lettere sublimi, scritte in difesa dell'onore e dell'umanità conculcata, e svelatrici di misteriose empietà. - L'Europa le accolse con entusiasmo e gratitudine; talché esse ebbero la fortuna, ne son convinto, d'aprire anzi tempo il varco dell'Unità d'Italia e d'affrettare la caduta dell'ingloriosa dinastia.”
L'opera ebbe otto ristampe, alla luce del significativo successo avuto nel mondo editoriale inglese dell'epoca.

## Effetti
Il 7 agosto 1851, l'epistolario fu il pretesto per l'avvio di un dibattito alla camera dei comuni sulla situazione politica interna negli stati italiani.
In tutta Europa divenne famosa la frase citata da Gladstone in riferimento al governo borbonico, definito la «negazione di Dio». Bonaventura Zumbini, nel suo saggio W. E. Gladstone nelle sue relazioni con l’Italia, osserva che nel corso del tempo si era diffuso un errore che egli per la prima volta mette in evidenza, ossia che quella frase non fu foggiata personalmente dal Gladstone, ma egli prese quell'espressione, diventata famosa grazie alla sua lettera, dal popolo stesso napoletano: “Ma è pur bene che io fin da qui avverta un errore di fatto, non avvertito forse mai da nessuno: ed è che quella parola non fu foggiata dal medesimo Gladstone; non fu egli il primo a profferirla, come tutti credettero da quel giorno, e si è continuato poi sempre a credere sino ad oggi. No, egli la trovò in Napoli già bell’e fatta, e usata dai napoletani stessi a significare l’orrore della tirannia onde erano oppressi. […] E poi, questa definizione del governo borbonico, da lui tradotta in inglese […] ripeteva in una nota alla stessa pagina, proprio come in italiano gli era giunta all'orecchio: È la negazione di Dio eretta a sistema di governo. Quella famosa parola, dunque, era nata tra le angosce e dalle angosce del popolo napoletano, il quale chiamava negazione di Dio quel governo che pure, come ricorda lo stesso Gladstone nel luogo dinanzi citato, presumeva di esserne l’immagine sulla terra!”
Le lettere di Gladstone furono tradotte in diverse lingue e suscitarono immediatamente forti diatribe, che sfociarono in diversi tentativi di confutazione sia in Italia che in Europa. In contrapposizione alle lettere del Gladstone, furono pubblicate nel 1851 a Losanna le Confutazioni alle lettere del Signor Gladstone ed in Francia Jules Gordon diede alle stampe La terreur dans le Royame de Naples. Da una lettera  del barone Antonini indirizzata a Giustino Fortunatao si evince che il governo borbonico incaricò Jules Gordon e Alfonso Balleyder a scrivere le confutazioni alle Lettere di Gladstone a Lord Aberdeen. I due scrittori furono, inoltre, ben ricompensati sia dall'imperatore d'Austria che da Ferdinando II di Borbone: "In pronta esecuzione della Sovrana determinazione da V. E. manifestatami col dispaccio direttomi il 13 ottobre scorso di N. 390 mi son dato premura di aver conoscenza dell’anello dato dall’Imperatore d’Austria al Sig. Balleydier ed osservatone esserne il valore maggiore di Franchi duemila, ho creduto ordinare a dare al Sig. Gordon una scatola con la cifra della Maestà Sua contornata di diamanti del valore di Franchi 1.103. Il detto Sig. Gordon, gratissimo a tale segno di approvazione da parte di S. M. il Re manifesta la di lui gratitudine e riconoscenza nella qui acclusa lettera direttami dall’autore che rimetto in originale".
Carlo Mac-Farlane pubblicò l’opuscolo Il Governo napoletano ed il signor Gladstone. Giuseppe Massari, nel 1851, pubblicò la traduzione di questo opuscolo e la inserì nel volume Il signor Gladstone ed il Governo Napoletano. Raccolta di scritti intorno alla questione napoletana mettendo in evidenza l’infondatezza delle confutazioni del Mac-Farlane: “se il lettore imparziale potrà vincer la nausea che desta quella insulsa diatribe, attingerà in essa nuova e può forte persuasione della veracità dei detti del signor Gladstone: una confutazione di quella fatta è la migliore conferma delle severe accuse e dei solenni giudizi pronunciati contro il governo di Napoli dall’illustre deputato della università di Oxford".

### Risposta del governo napoletano
Il governo napoletano, nel 1851, rispose alle lettere di Gladstone con la Rassegna degli errori e delle fallacie pubblicate dal Sig. Gladstone in due lettere dirette al Conte di Aberdeen sui processi politici nel Reame delle due Sicilie. Gladstone non si perse d’animo e nel 1852 pubblicò in risposta An examination of the Official Reply of the Neapolitan Government (Un esame della Risposta ufficiale del Governo napoletano). Nella sua risposta egli rimarca che nove decimi delle sue asserzioni sono passate in totale silenzio nell’apologia del Governo Napoletano
Asserisce, inoltre, che l’appello che egli ha fatto al mondo, sebbene associato al nome di Lord Aberdeen, è stato esclusivamente un suo atto personale. Ciò che ha visto lo ha sconvolto così profondamente che prova ancora quello stesso orrore nel ripensare a quelle cose. Il suo orrore è rimasto immutato. Nel momento in cui egli arrivò a Napoli in lui non c’era alcun sentimento di irriverenza né nei confronti del Re né del suo trono. Anzi il suo fervente desiderio era che quel trono potesse essere costituito nella verità e nella giustizia.

## Edizioni
- (EN) William Ewart Gladstone, Two Letters to the Earl of Aberdeen: On the State Prosecutions of the Napolitan Goverment, Londra, John Murray, 1859.